# Las Marías, Mexiko
Las Marías är en ort i Mexiko.   Den ligger i kommunen Amatenango de la Frontera och delstaten Chiapas, i den sydöstra delen av landet, 900 km sydost om huvudstaden Mexico City. Las Marías ligger 1 194 meter över havet och antalet invånare är 182.
Terrängen runt Las Marías är bergig åt sydost, men åt nordväst är den kuperad. Runt Las Marías är det ganska tätbefolkat, med 108 invånare per kvadratkilometer. Närmaste större samhälle är Frontera Comalapa, 16,7 km nordväst om Las Marías. I omgivningarna runt Las Marías växer huvudsakligen savannskog.